# (2003) Harding
(2003) Harding es un asteroide que forma parte del cinturón de asteroides y fue descubierto por Ingrid van Houten-Groeneveld, Cornelis Johannes van Houten y Tom Gehrels el 24 de septiembre de 1960 desde el observatorio del Monte Palomar, Estados Unidos.

## Designación y nombre
Harding fue designado inicialmente como 6559 P-L.
Más tarde se nombró en honor del astrónomo alemán Karl Ludwig Harding (1765-1834), descubridor del asteroide Juno.

## Características orbitales
Harding orbita a una distancia media del Sol de 3,06 ua, pudiendo acercarse hasta 2,677 ua y alejarse hasta 3,443 ua. Tiene una inclinación orbital de 1,869° y una excentricidad de 0,1252. Emplea en completar una órbita alrededor del Sol 1955 días.